# In Love and War
In Love and War is een Amerikaanse film uit 1996 geregisseerd door Richard Attenborough. De hoofdrollen worden vertolkt door Mackenzie Astin en Chris O'Donnell. De film is gebaseerd op het boek Hemingway In Love and War geschreven door Henry S. Villard en James Nagel.

## Verhaal
De film speelt zich af tijdens de Eerste Wereldoorlog en gaat over de belevenissen van Ernest Hemingway (Chris O'Donnell) als jonge soldaat in Italië. Hij raakt gewond en wordt naar een militair ziekenhuis gestuurd. Daar wordt hij verzorgd door de verpleegster Agnes von Kurowsky (Sandra Bullock) en worden verliefd op elkaar.

## Rolverdeling
| Acteur           | Personage                     |
| ---------------- | ----------------------------- |
| Mackenzie Astin  | Henry Villard                 |
| Chris O'Donnell  | Ernest 'Ernie' Hemingway      |
| Sandra Bullock   | Agnes 'Aggie/Ag' von Kurowsky |
| Margot Steinberg | Mabel 'Rosie' Rose            |
| Alan Bennett     | Porter                        |
| Ingrid Lacey     | Elsie 'Mac' MacDonald         |
| Terence Sach     | Porter                        |
| Carlo Croccolo   | Burgemeester                  |
| Tara Hugo        | Katherine 'Gumshoe' De Long   |
| Gigi Vivan       | Italiaans kind                |

## Prijzen en nominaties
- 1997 Gouden Beer
  - Genomineerd - Richard Attenborough